# Zisterzienserinnenabtei Leeuwenhorst
Die Zisterzienserinnenabtei Leeuwenhorst (auch: Ter Lee und Ter Leede) war von 1261 bis 1573 ein Kloster der Zisterzienserinnen in Noordwijk, Provinz Südholland in den Niederlanden.

## Geschichte
Zwei adelige Brüder stifteten 1261 für das Seelenheil ihrer Eltern in der Nachbarschaft von Leiden unweit des Meeres das Nonnenkloster Leeuwenhorst, das mit Schwestern aus der Zisterzienserinnenabtei Mariendaal (Utrecht) besiedelt wurde. Das Stift unterstand der Aufsicht von Kloster Kamp. 1574 wurden die Klostergebäude von den Geusen zerstört. Die Nonnen hielten sich in Leiden unter schwierigen Verhältnissen bis 1579. Am Ort tragen heute eine Schule und ein Hotel den Namen Leeuwenhorst.